# Pirttivuopio
Pirttivuopio is een dorp binnen de Zweedse gemeente Kiruna. Het ligt aan het Paittasjärvi. Het is een van de weinige dorpen aan de enige weg in deze omgeving, tussen Nikkaluokta en de stad Kiruna. In Pirttivuopio staat een van de oudste huizen in de wijde omgeving uit 1717; het diende destijds als opvangplaats van vluchtelingen uit Tornio, dat toen last had van opdringerige Russen (Finland was toen een deel van Rusland). Het Paittasjärvi bij Pirttijärvi wordt ’s winters gebruikt als vliegveldje voor zweefvliegtuigen.
Bestuurscentrum: Kiruna (Tätort)
Tätort: Jukkasjärvi · Karesuando · Kuttainen · Övre Soppero · Svappavaara · Vittangi
Småort: Abisko · Idivuoma · Kauppinen · Kurravaara · Lannavaara · Laxforsen · Masugnsbyn · Mertajärvi · Närvä · Paksuniemi · Piksinranta · Saivomuotka
Overig: Alalahti · Alttajärvi · Årosjåkk · Björkliden · Holmajärvi · Jänkänalusta · Kaalasjärvi · Kalixfors · Kattuvuoma · Käyrävuopio · Krokvik · Kuoksu · Lainio · Laukkusluspa · Luongaslompolo · Maunu · Merasjärvi · Nedre Soppero · Nurmasuanto · Paittasjärvi · Parakka · Piilijärvi · Pirttivuopio · Poikkijärvi · Puoltsa · Rautas · Rensjön · Salmi · Silkkimuotka · Stenbacken · Suijajärvi · Torneträsk · Tuolluvaara · Vassijaure · Viikusjärvi · Vittangi · Vivungi